# Веденин, Вячеслав Петрович
Вячесла́в Петро́вич Веде́нин (1 октября 1941, Слобода, Дубенский район, Тульская область — 22 октября 2021, Москва) — советский лыжник, двукратный чемпион зимних Олимпийских игр 1972 года в гонке на 30 км и в эстафете 4×10 км, серебряный призёр зимних Олимпийских игр 1968 года в гонке на 50 км, бронзовый призёр зимних Олимпийских игр 1972 года в гонке на 50 км. Двукратный чемпион мира 1970 года в гонке на 30 км и в эстафете 4×10 км, серебряный призёр чемпионата мира 1970 года в гонке на 50 км. 13-кратный чемпион СССР, двукратный обладатель Кубка СССР. Заслуженный мастер спорта СССР (1970), почётный гражданин Тульской области (2008). Подполковник внутренней службы.
Известность Веденину принесли зимние Олимпийские игры 1972 года, на которых он завоевал три медали (в том числе две золотые), а также был знаменосцем сборной СССР на церемонии открытия. Первую золотую медаль он завоевал в гонке на 30 км: занимая после первого 10-километрового круга 7-е место и проигрывая около 40 секунд, по окончании второго 10-километрового круга он лидировал с отрывом в 12 секунд, а к финишу пришёл с отрывом от серебряного призёра Пола Тюлдума в 54,15 секунд. Вторую золотую медаль он принёс сборной СССР в эстафете 4×10 км, выйдя на четвёртый этап и сумев отыграть больше минуты отставания от сборной Норвегии, за которую на последнем этапе бежал Йохс Харвикен: на заключительном участке трассы он опередил Харвикена и пришёл первым к финишу с отрывом в 9,12 секунд. Победа Веденина считается одной из выдающихся побед советских лыжников на Олимпиадах: её увековечил поэт Роберт Рождественский в своём стихотворении «Репортаж о лыжной гонке» («Бесконечен этот тягун…»).

## Ранние годы
Вячеслав Петрович Веденин родился 1 октября 1941 года в деревне Слобода Дубенского района Тульской области, расположенной в 40 км от Тулы. Его отец — Пётр Владимирович Веденин, учитель Яньковской школы, был призван 27 августа 1941 года на фронт Великой Отечественной войны, где нёс службу на должности помощника командира взвода. 30 марта 1942 года он получил тяжёлое ранение в грудь, от которого скончался 24 апреля в госпитале посёлка Шлиппово Сухиничского района Калужской области. Мать — работница совхоза, вырастила и воспитала двоих детей. Детство Вячеслава было голодным, из-за чего у него развился сильный рахит. В деревне ему часто приходилось есть старую лебеду; единственным лакомством были теруны. До школы он много работал в поле, часто выходя на покос, который отнимал много сил. По воспоминаниям друга детства Владимира Тихонова, Вячеслав любил лошадей и с удовольствием ездил в ночное, помогая взрослым и на сенокосе; зимой же он катался с горок на лыжах и даже строил самодельные трамплины. В возрасте 13 лет он отправился с матерью в Тулу продавать шесть мешков картошки, которые сам накопал: на полученные деньги он купил гармошку и белую майку в синюю полоску с символикой спортивного общества «Динамо».
С собственных слов, Вячеслав начал курить во втором классе школы, воруя у деда махорку, и примерно же в это время начал пить самогон. В 6-м классе школы избавился от обеих вредных привычек, чтобы стать спортсменом. Учителем физкультуры в его школе был Леонид Григорьевич Харитонов, которого Веденин считал одним из людей, причастных к его спортивным победам. Харитонов прошёл Великую Отечественную войну, служа в артиллерии, и отучил Веденина от курения, поймав его в туалете и пригрозив окунуть головой в сортир, если тот не бросит курить. Вячеслав закончил 7 классов школы «при удовлетворительном поведении», что по тем меркам не давало возможностей для нормального трудоустройства. Один раз он даже остался на второй год, поскольку отказался учить немецкий, объясняя это ненавистью к немцам со времён войны.

## Начало спортивной карьеры
Лыжами Веденин начал заниматься под руководством Леонида Харитонова, а благодаря своему участию в лыжных соревнованиях выполнил норму второго взрослого разряда. Дальнейшее обучение он продолжал в Воскресенской средней школе, куда ездил зимой из Слободы на лыжах, преодолевая почти ежедневно расстояние в 7 км туда и столько же обратно. Учась там, он успешно выступал в районных отборочных соревнованиях и стал обладателем первого разряда по лыжным гонкам. Так, зимой 1957 года в возрасте 16 лет он принял участие в областной спартакиаде школьников в Туле, добравшись до Тулы поездом, который прибыл ранним утром в день, на который и были намечены соревнования. По словам Вячеслава, он с большим трудом уговорил судей допустить его к выступлению. Не обладая развитой техникой бега и не разбираясь в тактике борьбы, он сумел выиграть гонку благодаря выносливости и опередил ближайшего соперника почти на три минуты. Благодаря этой победе он стал регулярно ездить на тренировки в Тулу к мастеру спорта Дмитрию Степановичу Головину, хотя его мать была против тренировок с учётом того, что сыну приходилось делать много работы по дому. На выпускном вечере в школе Веденин, слушая речь преподавателя физкультуры Леонида Григорьевича Харитонова, заявил, что обязательно станет мастером спорта.
После окончания 10-летней школы Вячеслав Веденин уехал в Тулу и поступил в железнодорожный техникум, но с учётом маленькой стипендии устроился работать в пожарную часть при поддержке общества «Динамо», где проработал полтора года, прежде чем быть призванным в армию. В свободное время он тренировался на лыжах, а летом занимался велоспортом, посещая спортивную секцию при техникуме под руководством Павла Смирнова. Он стал мастером спорта по шоссейным и трековым велогонкам: выносливость позволяла ему проезжать 25 км по Военно-Грузинской дороге, не вставая с седла (на бёдрах), а в Туле он часто выигрывал гонку с грузовиком-полуторкой на неровной дороге. Мастерский норматив по велоспорту он выполнил ещё раньше, чем норматив по лыжным гонкам. Для укрепления тела Веденин занимался разными упражнениями, в том числе поднимая гирю на верёвке зубами: ему якобы удавалось поднять двухпудовую гирю до 30 раз за подход. Однажды, занимаясь на перекладине, он упал и потерял сознание: его доставили в больницу, поместив в палату, где лечились люди с последней стадией туберкулёза, и он с большим трудом уговорил медсестру отпустить его из палаты. Он заскочил в первый попавшийся поезд, который, как оказалось, перевозил заключённых, и затем оказался в отделении милиции, где вынужден был объяснять причины своего появления. Некоторое время он проработал на лесопилке в Котласе, прежде чем вернуться в Тулу.
Осенью 1960 года Веденин был зачислен в Московское высшее Краснознамённое училище пограничных войск, однако в учебном заведении велосипедной секции не было: из-за неоднократных случаев гибели велосипедистов под колёсами армейских грузовиков велогонки в армии не проводились. Однако в училище была лыжная секция, которой руководил Виктор Бучин: именно под его руководством Веденин стал заниматься лыжными гонками. Позже тренером Вячеслава Веденина стал прославленный советский лыжник, олимпийский чемпион, заслуженный мастер спорта СССР и заслуженный тренер СССР Павел Колчин, под руководством которого Веденин выступал в молодёжной сборной СССР и которого он считал своим идеалом в спорте. Среди его тренеров был и 14-кратный чемпион СССР по лыжным гонкам Василий Смирнов, который помог поставить ему технику. Часть тренировок Веденина в составе «Динамо» проходила на ипподроме в Алахадзе. Звание мастера спорта Веденин получил после победы в чемпионате Центрального совета «Динамо», о чём написал в письме Леониду Харитонову.
Веденин окончил Московское высшее Краснознамённое училище пограничных войск и Смоленский государственный институт физической культуры по специальности «Физкультура и спорт». Официально он работал инструктором по спорту в Московском городском совете физкультурного спортивного общества «Динамо». Воинскую службу он проходил с 1960 по 1989 годы в пограничных войсках. Перед Олимпиадой в Саппоро Веденин имел звание старшего лейтенанта, после победы в гонке на 30 км он был повышен до капитана досрочно в соответствии с приказом генерала пограничных войск. Согласно интервью 2013 года, на пенсию он вышел в звании подполковника. В том же 1960 году состоялся дебют Веденина на чемпионате СССР в категории юниоров (спортсмены не старше 20 лет): 15 марта в гонке на 10 км он занял 5-е место с результатом 33 минуты 10 секунд, уступив 24 секунды победившему Владимиру Солдатову. Через два года на чемпионате СССР он, выступая в младшей юниорской группе (спортсмены 1941—1943 гг. рождения), выиграл гонку на 15 км 4 марта с результатом 33 минуты 56 секунд, а через два дня в гонке на 15 км пришёл вторым с результатом 52 минуты 22 секунды, уступив 31 секунду Анатолию Акентьеву.

## Первые выступления

### Сборы в Швеции и чемпионат мира 1966 года
В 1964 году в чемпионате СССР в гонке на 30 км Веденин занял 18-е место, что не стало препятствием для него в последующей карьере. В 1965 году в чемпионате СССР он занял 8-е место в гонке на 70 км, состоявшейся 24 января в местечке Планерная под Москвой (результат 4:18:32), а 21 марта в эстонском Отепя занял 3-е место в гонке на 30 км с результатом 1:39:20, уступив Ивану Утробину и Геннадию Ваганову. В том же году он отправился в Швецию в составе делегации под руководством профессора М. А. Аграновского: Вячеславу предстояло провести ряд тренировок со шведскими сборниками, записать информацию об их подготовке и тайно передать её спортивному руководству. Перед отъездом Веденин получил от КГБ сборник правил поведения за границей, состоявший из 37 пунктов: в частности, Веденину запрещалось принимать подарки и денежные призы, а также знакомиться с кем-либо из посторонних. Из снаряжения у него были две пары лыж и ботинки первого тренера Колчина, которые развалились на третий день. Вячеслав рассказывал, что однажды к нему в номер зашёл швед, который, посмотрев на его снаряжение, переломал лыжи и выбросил в окно эстонские кеды. Взбешённый Веденин схватил шведа и прижал его к стене: тот, называя лыжника «Спутник», с большим трудом уговорил его отпустить и пообещал принести ему новое снаряжение на следующее утро. Швед сдержал слово, принеся Веденину три пары лыж, палки, кроссовки, ботинки и тренировочный костюм. С разрешения Аграновского Веденин принял это снаряжение в подарок. Позже выяснилось, что его «гостем» оказался миллионер Курт Люсель, ставший впоследствии персональным фанатом Веденина и называвший его не иначе как «Спутник».
В 1966 году Веденин одержал свою первую победу в чемпионатах СССР, выиграв гонку в эстафете 4×10 км, которая состоялась 10 марта в Свердловске — он выступал на втором этапе эстафеты за команду Москвы, которая показала итоговое время ровно 2 часа 33 минуты. В гонке на 50 км, состоявшейся 12 марта, он занял 3-е место с результатом 3:12:58. Он попал в заявку сборной на чемпионат мира в Норвегии. Его первое выступление состоялось 20 февраля — это была гонка на 15 км, по итогам которой он занял 8-е место, придя к финишу с результатом 48:51.2 и уступив ровно 55 секунд победителю гонки норвежцу Йермунну Эггену. После отметки 5 км Веденин шёл на 13-м месте, после 10 км он был уже 10-м. 23 февраля состоялась лыжная эстафета 4×10 км: на первый этап эстафеты вышел Иван Утробин, на второй — Вячеслав Веденин, на третий — Анатолий Наседкин, на четвёртый — Анатолий Акентьев. Свой круг Вячеслав Веденин прошёл с результатом 34:07, показав 3-е лучшее время: после его финиша сборная СССР оказалась на 6-й позиции, а по итогу заняла 5-е место. В гонке на 50 км, состоявшейся 26 февраля 1966 года в Осло, Веденин был лидером после прохождения 25 км с результатом 1:28:23, опережая норвежца Эггена на две минуты. По свидетельствам очевидцев, Веденин вышел в лидеры уже на отметке в 10 км, поскольку его имя повторяли контролёры и тренеры множества других лыжников. Веденин лидировал до 43-го километра, пока внезапно не начал терять ход на оставшемся участке дистанции. Случившееся он описывал так: «Ледяная лыжня мазь слизнула». К финишу он пришёл шестым с результатом 3:05:43,3, отстав от выигравшего гонку Эггена почти на 2 минуты 40 секунд. После чемпионата мира Веденин появился в одной из передач Центрального телевидения СССР, где, комментируя своё выступление, заявил, что ему ещё предстоит «много работать и многому учиться».

### Олимпиада 1968 года в Гренобле

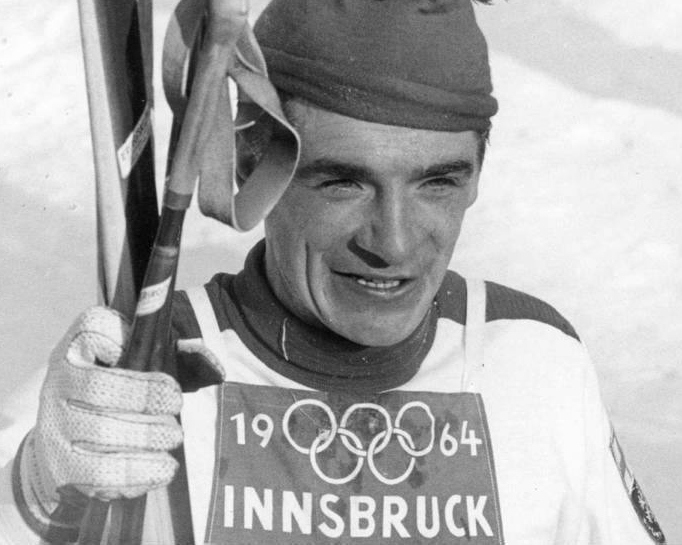
Ээро Мянтюранта (1964 год)

8 января 1967 года состоялось личное первенство СССР на дистанции 70 км: в гонке, прошедшей в подмосковной Планерной, Веденин занял 8-е место с результатом 4:28:30. Через месяц в личном чемпионате СССР, прошедшем в Ленинграде и Орехово, 1 февраля в гонке на 15 км Веденин финишировал 6-м (результат 49:43), а спустя два дня выиграл гонку на 50 км (результат 2:49:11). В лично-командном первенстве, прошедшем в Мурманске в апреле, Веденин в составе первой команды московского «Динамо» занял 2-е место в эстафете 4×10 км, состоявшейся 15 апреля — команда со временем 2:11:27 уступила «Локомотиву». 17 апреля он пришёл 2-м в гонке на 30 км с результатом 1:27:52, уступив Владимиру Солдатову 29 секунд. 13 января 1968 года на личном чемпионате, прошедшем в посёлке Ворохта Ивано-Франковской области УССР, Веденин занял 2-е место в гонке на 30 км с результатом 1:40:02, уступив Валерию Тараканову 32 секунды, а через два дня занял 6-е место в гонке на 15 км с результатом 49:59. Он был включён в делегацию советской команды на Олимпиаду во французском Гренобле. Курт Люсель, благодаря знакомству с Ведениным, обеспечил на играх в Гренобле советскую команду лыжами, хотя вынужден был их везти на крыше своего BMW, из-за чего та серьёзно просела. Тогда же команда опробовала выступления на большой высоте (1800 м над уровнем моря), что во многом сыграло роль в последующих успехах в Саппоро.
На играх Веденин познакомился с финским лыжником Ээро Мянтюрантой, который научил его с уважением относиться к соперникам, особенно во время обгона. Со слов финна, на противника не следовало смотреть во время обгона и демонстрировать ему какое-либо отношение, чтобы не отвлекаться от собственного хода. Перед началом Игр Веденин фигурировал в спортивной прессе как один из претендентов на победу в гонке на 50 км. 7 февраля состоялось первое выступление Веденина на Олимпиадах — это была гонка на 30 км, в которой он занял 14-е место с результатом 1:38:36.1, отстав от победителя — итальянца Франко Нонеса — почти на три минуты. 14 февраля состоялась эстафетная гонка 4×10 км, по итогам которой команда СССР заняла 4-е место, уступив его в борьбе Финляндии: на первом этапе у советской команды бежал Владимир Воронков, на втором — Анатолий Акентьев, на третьем — Валерий Тараканов, на четвёртом — Вячеслав Веденин, который как раз соревновался с Мянтюранта на последнем этапе. Финн при первой же возможности старался ударить Веденина палкой в грудь, но Вячеслав, следуя указаниям команды, старался не поддаваться на провокации. В ходе упорной борьбы за бронзовую медаль Веденин уступил Мянтюранте полсекунды.
17 февраля Вячеслав Веденин завоевал серебряную медаль в гонке на 50 км с результатом 2:29:02.5, уступив норвежцу Уле Эллефсетеру 16,7 секунд, и стал единственным из советских лыжников медалистом Гренобля. После первой 25-километровой петли Эллефсетер шёл первым, а Веденин шёл девятым, демонстрируя при этом лучший результат среди советских лыжников. К своему 40-му километру он вышел на третье место, сумев в финишном коридоре опередить по времени норвежца Пола Тюлдума, но времени на то, чтобы догнать Эллефсетера, у него уже не осталось: гонка носила раздельный характер, и завоевавший золото Эллефсетер вышел на дистанцию намного позже, чем Веденин, имея преимущество. Бронзу завоевал швейцарец Йозеф Хаас, которого Веденин опередил на 12,3 секунд. Французская газета L'Equipe восторженно отнеслась к финишу Веденина, выпустив номер с заголовком «Веденин — сенсация! Веденин — герой!». В то же время советская пресса сдержанно комментировала выступление Вячеслава, поскольку рассчитывала на победу; при этом неудачи советских спортсменов в первых гонках, по мнению журналистки Лидии Орловой, повлияли на последующее настроение всей делегации на Играх. Сам призёр сказал, что если от него ждали большего, то он обязан будет этого добиться.
Уже после завершения Игр Веденин выступил на двух всесоюзных турнирах 1968 года — 40-м лично-командном чемпионате СССР в эстонском городе Отепя (с 16 по 22 марта) и лично-командном чемпионате СССР в гонке на 70 км в Кандалакше (7 апреля). 16 марта состоялась гонка на 15 км, в которой Веденин занял 8-е место с результатом 49:46. Через два дня, 18 марта, состоялась гонка на 20 км без разыгрывания медалей чемпионата, но в ней победу одержал именно Веденин с результатом 1:14:05, опередивший Игоря Ворончихина. 22 марта в официальной гонке на 50 км Веденин снова одержал итоговую победу с результатом 3:17:56, обойдя Фёдора Симашева чуть больше чем на минуту. Наконец, 29 марта в эстафете 4×10 км выступавший на последнем этапе Веденин принёс победу первому составу сборной Москвы, опередив сборные Эстонской ССР и Свердловской области: он завершал эстафету после Владимира Воронкова, Анатолия Акентьева и Фёдора Симашева, а команда показала время 2:14:17. 7 апреля в рамках лично-командного чемпионата СССР, прошедшего в Кандалакше, Вячеслав Веденин занял третье место в гонке на 70 км с результатом 4:29:34, уступив победителю Ивану Утробину минуту и 10 секунд, а занявшему второе место Анатолию Наседкину — 28 секунд.

### Чемпионат мира 1970 года
В 1969 году Веденин принял участие в первом розыгрыше Кубка СССР по лыжным гонкам, прошедшем в грузинском Бакуриани. 8 февраля он занял 2-е место в гонке на 15 км с результатом 57 минут 56 секунд, уступив всего три секунды Геннадию Ильину, а 10 февраля занял 4-е место в гонке на 50 км с результатом 3:02:47. Через месяц он выступил в лично-командном чемпионате СССР в Мурманске: 20 марта он занял 4-е место в гонке на 30 км, уступив почти две минуты победившему Фёдору Симашеву. Через два дня, 22 марта в гонке на 15 км Вячеслав Веденин одержал победу с результатом 54:17. 24 марта в эстафете 4×10 км Веденин, выступая за второй состав «Динамо» и завершая эстафету (до него выступали Александр Тихонов, Анатолий Наседкин и Фёдор Симашев), принёс команде победу с результатом 2:25:05, а 26 марта выиграл гонку на 50 км, опередив почти на две минуты пришедшего вторым Баязита Гизатуллина. В том же году 6 апреля он выиграл гонку на 70 км в Кандалакше с результатом 4:06:02. На международной арене у Веденина началось соперничество с норвежцем Йохсом Харвикеном, с которым он пересёкся на чемпионате мира 1970 года, на Холменколленских играх и этапе Кубка мира в Лахти. В большинстве случаев ему удавалось опередить Харвикена в итоговом протоколе. После одной из гонок Курт Люсель добился того, чтобы часть призовых, заработанная советскими лыжниками на международных турнирах, переходила им (до этого 5 % призовых уходило в Спорткомитет СССР, а всё остальное доставалось тренерам). Тогда финские организаторы пообещали по 250 марок каждому лыжнику, но призовые ушли в карман тренерам. После вмешательства Люселя схема распределения изменилась: выиграв одну из гонок в Швеции, Веденин получил сумму в размере 2500 шведских крон. Как потом объяснил Люсель, на лыжников делались активные ставки, и в зависимости от выручки распределялись и призовые.
В канун чемпионата мира в Чехословакии, проходившего в Высоких Татрах, Веденин выступил на втором розыгрыше Кубка СССР в Бакуриани. 30 января он выиграл гонку на 15 км с результатом 54 минуты 40 секунд, а 2 февраля в гонке на 50 км занял 3-е место с результатом 3:00:59, уступив Фёдору Симашеву и Аркадию Колегову. На самом чемпионате мира, в котором участвовал и Веденин, команда СССР столкнулась с крайне холодным отношением со стороны хозяев, связанным с событиями августа 1968 года. По словам Веденина, чехословацкие лыжники всячески ругались в адрес советской команды, а рабочие трассы даже замахивались лопатками на спортсменов во время гонок. На самом турнире Веденин завоевал три медали — золотую медаль в гонке на 30 км, золото в эстафете и серебро в гонке на 50 км, причём завоёванное «золото» в гонке на 30 км стало для СССР первым личным «золотом» в лыжных гонках с 1954 года, когда чемпионом мира стал Владимир Кузин. Гонка на 30 км состоялась 15 февраля: уступая Герхарду Гриммеру из сборной ГДР после первого круга 9 секунд, Веденин опередил его на 22 с лишним секунды после второго круга, а на финише довёл отрыв до 37,5 секунд, показав итоговый результат 1:39:48.01. 17 февраля он выступил в гонке на 15 км и занял 15-е место с результатом 48:39.85, отстав от выигравшего гонку шведа Ларса-Йёрана Ослунда на 1 минуту 25,14 секунд.
19 февраля состоялась эстафета 4×10 км, в которой советская сборная выступала в следующем составе — Владимир Воронков, Валерий Тараканов, Фёдор Симашев и Вячеслав Веденин. Перед третьим кругом сборная СССР лидировала с результатом 1:03:32.37, опережая на 10 секунд Швецию, на 24 секунды Норвегию и на 1 минуту 8 секунд команду ГДР. Однако Симашев, проводя свой этап, растерял это преимущество: на круг он затратил 31:56.734, проиграв в чистом виде 1 минуту и 10 секунд Герхарду Гриммеру из команды ГДР (время прохождения круга Гриммером — 30:46.761). Сборная ГДР вышла в лидеры, опережая сборную СССР на две секунды по итогам трёх кругов. Вышедший на последнем этапе Веденин сумел вернуть упущенное лидерство и вырвал победу у финишёра сборной ГДР Герта-Дитмара Клаузе — одного из сильнейших спринтеров мира в те годы. Благодаря усилиям Веденина сборная СССР выиграла эстафету с результатом 2:06:36.17, опередив на 14 секунд команду ГДР (её результат — 2:06:50.39).
22 февраля Веденин выступил на 50-километровом марафоне, который принёс ему серебряную медаль. Он утверждал, что перед гонкой ошибся в выборе лыжной мази, что стоило ему итоговой победы, а также сосредоточил всё внимание на Герхарде Гриммере из ГДР, упустив из вида будущего победителя — финна Калеви Ойкарайнена. В то же время Веденин добавлял, что работники трассы вмешались в ход гонки на одном из этапов, попросту лишив его победы. Веденин уверенно прошёл дистанцию 25 км, по итогам которой опережал Ойкарайнена на 55 секунд, но когда на оставшемся участке пути проходил поворот возле сарая, то резко потерял ход. С его слов, кто-то из рабочих высыпал на трассу стиральный порошок, разровнял его граблями и присыпал снегом. Доказать факт умышленного вмешательства Веденин не мог, поскольку кинокамеры были установлены не на каждом участке круга. К финишу Веденин пришёл вторым «на руках», показав результат 2:50:04.82 — он отстал от Ойкарайнена на 30,12 секунд и опередил Гриммера на 8,06 секунд. Во время церемонии награждения призёров гонки на 30 км присутствовавшие на стадионе зрители освистали гимн СССР, напоминая о событиях двухлетней давности, а Веденин даже испугался, что кто-нибудь с трибун выстрелит в него. На фоне этих мыслей он даже специально упёрся в пьедестал ногами, чтобы случайно не упасть и тем самым не опозориться перед зрителями. После завершения этой церемонии награждения состоялось награждение призёров эстафеты, и на пьедестал поднялись четверо участвовавших в эстафете лыжников — в этот раз гимн СССР зрители не освистывали, а уже выслушали стоя, сняв шапки. Веденин назвал этот момент тем случаем, когда спорт всё же оказался сильнее политики.

## Между чемпионатом мира и Олимпиадой в Саппоро
После завершения чемпионата мира в Высоких Татрах Веденин продолжил выступления, отметившись в том же году и в лично-командном чемпионате СССР в Первоуральске. 20 марта в гонке на 15 км он одержал победу с результатом 45:24, 22 марта выиграл эстафету 4×10 в составе первой команды «Динамо» с результатом 2:12:21 (завершал этап после Анатолия Наседкина, Фёдора Симашева и Аркадия Колегова), а 24 марта пришёл 4-м к финишу в гонке на 50 км с результатом 1:36:35.34. На лично-командном первенстве в Кандалакше, прошедшем 5 апреля того же года, Веденин выиграл гонку на 70 км с результатом 4:02:16. Через год Веденин выступил на чемпионате СССР в Мурманске, проходившем с 27 марта по 2 апреля в рамках 37-го Праздника Севера. 30 марта он занял 3-е место на дистанции 15 км с результатом 49:53.76, уступив Владимиру Воронкову и Юрию Скобову, а также опередив на шесть секунд выступавшего вне конкурса немца Герта-Дитмара Клаузе. 2 апреля он снова занял 3-е место, на этот раз на дистанции 50 км с результатом 3:04:21.08, проиграв полторы минуты Фёдору Симашеву и почти две минуты Ивану Гаранину. 11 апреля на лично-командном первенстве СССР в Кандалакше он снова занял 3-е место на дистанции 70 км с результатом 3:59:33, уступив Владимиру Воронкову и Ивану Гаранину. 25 декабря того же года Веденин принял участие в гонке на 15 км в рамках Всесоюзного личного соревнования по случаю 75-летия лыжного спорта в стране. Он пришёл третьим к финишу с результатом 50:47, уступив 10 секунд победившему Фёдору Симашеву и 2 секунды Ивану Пронину.
В целом Веденин стал выступать реже на чемпионатах, сосредоточившись на тренировках под руководством Павла Колчина, чтобы выйти на пик формы к зимней Олимпиаде 1972 года в Саппоро. Однако некоторые представители западной спортивной прессы считали его редкие появления на турнирах признаком того, что пик формы Веденина уже миновал. В январе 1972 года, перед Олимпиадой в Саппоро Веденин выступил на Кубке СССР, прошедшем в очередной раз в Бакуриани: 15 января он занял 5-е место в гонке на 15 км с результатом 48 минут 16 секунд, уступив две секунды пришедшему 3-м Фёдору Симашеву и доли секунды Валерию Тараканову, зато 18 января выиграл гонку на 50 км с результатом 2:33:35, опередив на 1 минуту 40 секунд всё того же Симашева. Участие Веденина и Симашева в Кубке было частью подготовки советских лыжников, которые должны были решить, где им лучше готовиться — если Веденин и Симашев готовились в Бакуриани, то Юрий Скобов и Александр Тихонов готовились на Сахалине (при том, что Веденин прежде неоднократно участвовал в сборах на Камчатке). Советская команда приняла решение готовиться на Сахалине, где Скобов и Тихонов успешно прошли акклиматизацию: выбору способствовали не только схожий с японским климат, но и тот же часовой пояс, что в Саппоро, и небольшое расстояние до столицы игр. Олимпийская сборная пробыла в Саппоро суммарно 10 дней перед выходом на старт.

## Олимпиада 1972 года в Саппоро

### Церемония открытия
Веденин был выбран в качестве знаменосца сборной СССР на церемонии открытия Игр: когда он играл в олимпийской деревне в паре с Любовью Мухачёвой в настольный теннис против канадских бобслеистов, его позвали на собрание команды, на котором сообщили о назначении Вячеслава знаменосцем. Знаменосцы на церемонии должны были преклонить флаги своих стран перед ложей императора, о чём Вячеславу перед началом церемонии напомнил инструктор ЦК КПСС. Однако хоккеисты советской сборной прямо запретили Веденину так поступать, и он пронёс в итоге знамя на вытянутых руках, следуя строевым шагом. Со слов Веденина, подобное непослушание в дальнейшем могло стать причиной тому, что не он из спортсменов стал первым обладателем звания Героя Социалистического Труда. В то же время ни от МОК, ни от советской делегации в адрес Веденина непосредственных санкций не последовало. Фотография Веденина со знаменем попала на первую полосу японской газеты «Вечерний Саппоро» с подписью «Советский Союз бросил вызов всем!»

### Гонка на 30 км
4 февраля, на следующий день после церемонии открытия Игр, состоялась гонка на 30 км. Советская делегация, припоминая Веденину его поступок, даже намекнула, что может сделать его невыездным, если он не выиграет эту гонку. Трасса представляла собой три круга протяжённостью 10 км каждый: первый и второй круги начинались на стадионе. На втором круге спортсменам предстояло преодолеть очень тяжёлый двухкилометровый подъём в самом начале и ещё несколько подъёмов поменьше. Гонка осложнялась не только тяжелейшими погодными условиями в виде сильного снега и каши на трассе, но и отсутствием у советской команды раций, без которых он не мог узнать, с какой скоростью идут его соперники. Однако Веденина выручил тот факт, что он прекрасно знал манеру выступления своих основных соперников. Присутствовавший в тренерском штабе сборной СССР Павел Колчин от волнения даже неправильно засёк время, и Веденину приходилось по ходу гонки поправлять своего тренера.
Гонка началась ровно в 9 часов утра по местному времени: первым по жребию стартовал француз Жильбер Фор, а вторым пошёл Юрий Скобов. Вячеслав Веденин стартовал на трассе под порядковым номером 54 из 64 участников: за несколько минут до начала гонки действительно повалил густой снег, однако Вячеслав успел обработать лыжи соответствующим средством. На первом 10-километровом круге он выступил неудачно, завершив его седьмым с отставанием от лидера в 40 секунд, но при этом минимально уступал норвежцу Полу Тюлдуму. Позже Веденин говорил, что специально выбрал вместе с тренером Колчиным такую тактику, чтобы тренеры других команд не использовали Веденина для вычисления отрыва или отставания других лыжников. Председатель лыжной федерации СССР Вячеслав Захавин, несмотря на неудачное выступление Веденина в первом круге, сказал советским журналистам, что сбрасывать Вячеслава со счетов пока было рано.
Лидировавший после первого круга Фёдор Симашев сдал позиции, хотя фактически вынужден был прокладывать лыжню в гонке. В то же время Веденин сумел отыграть отставание в 40 секунд, успешно преодолев длинный подъём в 3,5 км, а к окончанию второго круга уже лидировал с отрывом от ближайшего преследователя в 12 секунд, опережая норвежца Пола Тюлдума и шведа Гуннара Ларссона. Сам Вячеслав Петрович утверждал, что ему было легко ориентироваться, поскольку все лидеры шли впереди, а когда им передали информацию о ходе Веденина, то некоторым уже просто не хватало сил, чтобы ускориться и попытаться догнать его. За 3 км до финиша Веденин оторвался от ближайшего преследователя уже на 45 секунд, а итоговый отрыв превысил 50 секунд: увеличить его ещё больше не позволяли тягучие подъёмы, к тому же Веденин напоминал себе, что ему предстояло ещё выступать и на других дистанциях. Итоговый результат Веденина в гонке на 30 км составил 1:36:31.15, вторым к финишу пришёл норвежец Пол Тюлдум с отставанием 54,15 секунд, третьим — ещё один норвежец Йохс Харвикен со отставанием в одну минуту и 1,29 секунды.
Распространена байка, что перед гонкой один из японских журналистов спросил Веденина, не помешают ли ему в гонке сильный ветер и снег. Не разобрав ответ Веденина, он написал в своей газетной статье, что лыжник произнёс некое странное слово — заклинание на удачу «Дахусим» — и выиграл гонку. В 2013 году Веденин в интервью журналистам Юрию Голышаку и Александру Кружкову подтвердил подлинность этой истории: перед началом гонки действительно была сильная пурга, и один из японских журналистов заинтересовался, как же Веденин будет бежать в таких условиях. По словам Веденина, тогда журналистам было позволено свободно ходить по спортивным объектам, и они часто «лезли в душу» спортсменам, пользуясь этими правами. О том, что эта история стала гулять по миру, он узнал после того, как ему прислали из Японии выпуск той газеты и перевели статью. Веденин утверждал, что даже не задумывался тогда, что его ответ японцу станет известным на весь мир. Эта история обрела большую популярность в народе и нередко пересказывалась в соцсетях как анекдот. На финише одним из первых интервью о Веденине взял швейцарец Карл Матер, сказавший, что на следующий день «о спортивной России заговорит весь мир».
Вскоре выяснилось, что за три года до игр Курт Люсель поспорил со шведскими журналистами на сумму в 1,5 млн шведских крон, что Веденин завоюет личное золото в Саппоро. После окончания гонки на 30 км швед получил причитающуюся сумму и захотел вручить её Веденину, но ни председатель Спорткомитета СССР Сергей Павлов, ни курировавший олимпийцев Борис Гончаров не захотели её принимать, к великому возмущению Курта. Гончаров пообещал Веденину, что Спорткомитет выплатит ему сопоставимые премиальные. 53-летний Люсель, который к тому моменту перенёс три инфаркта, вопреки запретам врачей всякий раз отмечал победы советских олимпийцев на Играх шампанским. Победа в гонке на 30 км стала первой в истории СССР победой в индивидуальных мужских гонках на Олимпиадах: эту медаль Веденин считал даже более ценной, чем медаль за победу в эстафете на тех же Играх.

### Гонка на 50 км
10 февраля в гонке на 50 км Веденин завоевал бронзовую медаль с результатом 2:44:00.19, уступив норвежцам Полу Тюлдуму и Магне Мюрмо с отставанием 45,44 и 30,74 секунд соответственно. Со слов Веденина, причины его результата крылись не столько в физической готовности, сколько в отсутствии у советской делегации раций, которые позволяли бы узнавать, как проходили дистанцию соперники, и менять соответствующим образом тактику. Тренеры с опозданием сообщали о положении лидеров, в связи с чем Веденин не успел оперативно отреагировать на финишный рывок Тюлдума и Мюрмо. Он утверждал, что у его сборной не было большого количества врачей и обслуживающего персонала, отвечавшего за выбор лыж и лыжных мазей, и команде приходилось решать эти вопросы почти всегда без помощи даже со стороны тренеров.
Большинство фото Веденина на Играх были сделаны либо вне соревнований, либо после их завершения: во время гонки на 50 км был сделан уникальный снимок Веденина в момент его непосредственного участия в соревнованиях. Вячеслав Петрович утверждал, что в центре объектива той фотографии были именно лыжные ботинки, в которых он бежал — их выпустила фирма олимпийского чемпиона Сикстена Ернберга. На другой фотографии вне соревнований Веденин был запечатлён в кимоно в момент посещения традиционной японской бани — с его слов, позже ему прислали сделанную на основе этой фотографии почтовую марку.

### Эстафета 4×10 км
Заключительным днём лыжных соревнований Олимпиады в Саппоро стало 13 февраля, когда проходила эстафета 4×10 км. От сборной СССР на первом этапе выступал Владимир Воронков, на втором — Юрий Скобов, на третьем — Фёдор Симашев, на четвёртом — Вячеслав Веденин, капитан сборной. Порядок выступления спортсменов изначально определяли тренеры, и изначально в команде должен был бежать Владимир Долганов, однако по настоянию Веденина его заменили на Юрия Скобова. Веденин не сомневался в выборе Воронкова в качестве стартера, но не был уверен насчёт кандидатуры Симашева, поскольку тот предыдущем чемпионате мира проиграл почти минуту в эстафете (хотя в Саппоро Симашев взял серебряную медаль в гонке на 15 км). По ходу всей эстафетной гонки информацию передавали с каждого километра трассы.
Первые два этапа прошли для советской команды вполне нормально. Третий этап Симашев начал лидером, однако выступавший на этом этапе норвежец Ивар Формо стал его догонять и обошёл, опередив его на одну минуту. Веденин предполагал, что Симашев вряд ли успешно выступит на третьем этапе, но допускал, что отставание не превысит 30 секунд. По итогам трёх этапов суммарный результат норвежцев составлял 1:33:25, результат сборной СССР — 1:34:26, сборной Швеции — 1:34:46, сборной Швейцарии — 1:34:48. На четвёртом этапе Веденину предстояло соревноваться с Йохсом Харвикеном, который надеялся не только победить в эстафете, но и реабилитироваться за третье место в гонке на 30 км. Задача Веденина осложнялась не только минутным отрывом норвежцев, но и тем, что и отставание Швеции от СССР было небольшим: вслед за Ведениным на четвёртом этапе должен был бежать швед Свен-Оке Лундбек, выигравший в том же Саппоро «золото» в гонке на 15 км. Вячеслава Петровича раззадорили ещё и уходившие со стадиона журналисты и болельщики, не верившие в его победу. Подвыпившие тренеры Венедикт Каменский и Владимир Кузин вместе с ними выкрикивали фразы наподобие «Второе место — тоже место!», что очень рассердило их подопечного. Из делегации советских журналистов едва ли не единственной на трибунах оставалась Лидия Орлова.

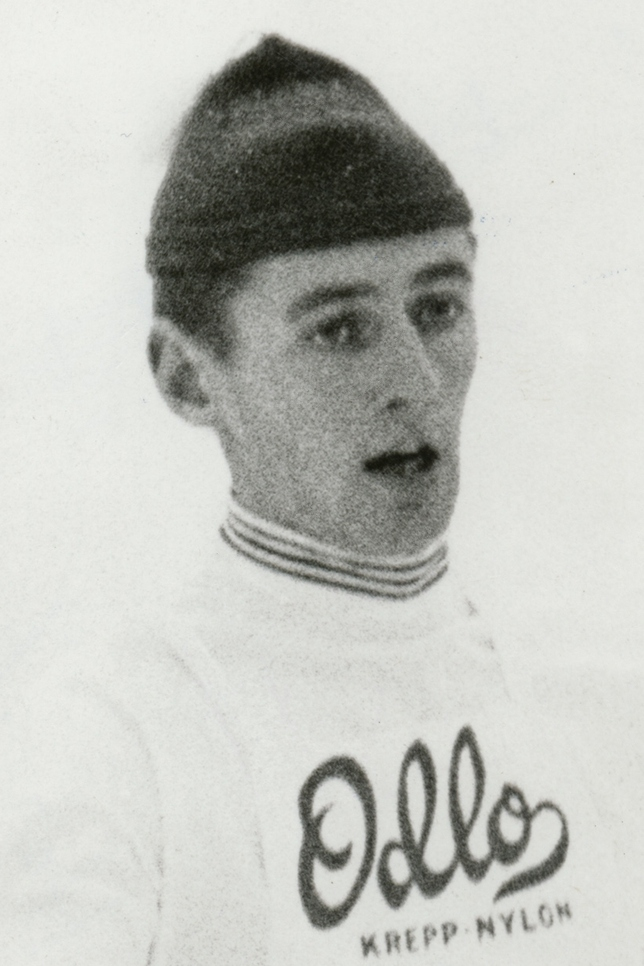
Йохс Харвикен (1969 год)

Веденин рассказывал, что прекрасно знал стиль выступлений Харвикена, который был «бойцом» и при должном настрое на борьбу сохранил бы отрыв от сборной СССР. Однако, по мнению Вячеслава Петровича, Харвикен ещё до старта Игр представлял себя чемпионом, и допущенная им недооценка соперников сыграла свою роль в исходе четвёртого этапа эстафеты и всей гонки. Ещё во время третьего этапа, заметив большое отставание Симашева, Веденин подошёл к норвежцу и начал поздравлять его с победой в эстафете, пытаясь сбить его настрой на этап. Когда отставание Симашева достигло 40 секунд, Веденин взял голубой тюбик лыжной мази Swix и начал на глазах у Харвикена делать вид, что активно смазывает свои лыжи, хотя на самом деле он водил по лыжам голой рукой, не нанося мазь. Он утверждал, что когда-то эту марку мази ему посоветовал финн Мянтюранта, но она не давала положительного эффекта, и Веденин, помня об этом опыте, решил спровоцировать подобным образом норвежца. Харвикен не понимал суть манипуляций советского лыжника и обратился к присутствовавшему в норвежской делегации Харальду Грённингену за разрешением смазать лыжи, но получил резкий отказ. Когда отставание Симашева превысило 50 секунд, Веденин подошёл к Харвикену и снова публично его поздравил, внушив ему, что иллюзии борьбы не будет. Норвежец в итоге решил всё-таки смазать свои лыжи, следуя «примеру» Веденина. В то же время от коллег по сборной Вячеслав попросил во время четвёртого этапа постоянно кричать «Веденин!», чтобы те попытались отвлечь Харвикена на последнем этапе. По мнению Ангелины Никитиной, Харвикен мог решить, что Веденин настаивал на смазке лыж якобы потому, что узнал о скором изменении погоды.
Расчёт Веденина на отрицательный эффект лыжной мази оправдался: в 2007 году он указывал, что Харвикен за счёт этой неуместной смазки позволил ему отыграть порядка 20 секунд лидерства, но уточнял в 2013 году, что смазка помогла отыграть порядка 15 секунд. На момент старта четвёртого этапа Веденин опережал шведа Лундбека на 12 секунд. На отметке 1,5 км Веденин сократил разрыв с 1:01 до 50 секунд, о чём ему сообщил Владимир Кузин, однако это сообщение его не радовало, даже несмотря на то, что Лундбек не догонял его. Первую достаточно подробную информацию о ходе этапа он получил на отметке 4,5 км от Александра Привалова, отыграв на петле ещё 8 секунд. К середине дистанции отставание от Харвикена составляло полминуты, и впереди было три подъёма, из которых два были крайне сложными для преодоления. Веденин подошёл к тягучему подъёму протяжённостью 3,5 км с участками «ёлки» по 50 м, когда заметил шедшего впереди Харвикена. В ходе подъёма на каждые два шага Харвикена Веденин делал по одному шагу, а стоявшие на макушке подъёма члены советского тренерского штаба выкрикивали фамилию Веденина. Всякий раз Харвикен вынужден был оборачиваться назад — за это время Веденин отыгрывал по две-три секунды.
Венедикт Каменский сообщал, что находился на отметке 4 км до финиша, когда ему кто-то сказал, что Веденин отстаёт от Харвикена на 32 секунды — от этого места до финиша находились три подъёма. Когда мимо него проехал Харвикен, а затем последовал Веденин, тренер выкрикнул подопечному, что норвежец находится совсем недалеко. По оценке самого Веденина, уже на последних трёх километрах Йохс перестал активно отстаивать своё лидерство, поскольку осознавал, что ближайший конкурент фактически наступал ему на пятки. Находившийся на отметке 1 км тренер Александр Привалов по имевшейся у него рации сообщил Каменскому, что Веденин обошёл Харвикена — с его слов, Вячеслав Петрович обошёл норвежца на спуске в конце по параллельной лыжне, а тот стал оборачиваться в поисках преследователя. Со слов самого Веденина, он сравнялся с норвежцем приблизительно за 800 м до финиша, а в какой-то момент даже «качнул» его на лыжне, опершись на палку и сделав вид, что заваливается — это позволило выиграть ещё какие-то доли времени.
Финиш в Саппоро проходил по виражу с наклоном: Харвикен начал уходить направо, вверх по виражу, чтобы обойти Веденина. Тот, в свою очередь, сместился ещё правее, оттеснив норвежца к самому верхнему краю виража, но оставив всего одну лыжню, которую готовился закрыть в случае, если тот попытается её занять. Вскоре Веденин поднялся на самую верхнюю лыжню, оставив норвежца слева, и затем с верхней лыжни пошёл финишировать наискосок, пересекая все остальные линии: правилами это не запрещалось. Советский лыжник пересёк четыре лыжни, дезориентировав уставшего норвежца, и тот, запутавшись в собственных лыжах, упал на землю, окончательно проиграв гонку. Согласно интервью 2013 года, Веденин начал свои манёвры примерно на отметке 70 м до финиша, а Харвикен упал на отметке за 30 м до финиша.
Норвежцы, ожидавшие прибытие к финишной черте Харвикена, были потрясены не только тем, что первым на заключительный участок выехал Веденин, но и тем, что шедший за ним в нескольких метрах Харвикен демонстрировал невозможность продолжать дальнейшую борьбу. Веденин скатился со спуска перед поляной и благодаря нескольким мощным толчкам устремился к финишной черте, в то время как упавший Харвикен поднялся и завершил дистанцию уже шагом. Таким образом, Вячеслав Веденин сумел отыграть отставание от Норвегии в виде 1 минуты и 1 секунды: с учётом того, что итоговый результат сборной СССР составил 2:04:47.94, а результат Норвегии — 2:04:57.06, итоговый отрыв Веденина от Харвикена на финише составил 9,12 секунд. Сам чемпион утверждал, что не помнил событий после финиша, а очнулся только тогда, когда ему попытались разжать зубы. Придя в себя, он спросил советскую команду, выиграла ли она эстафету, а когда команда обсуждала в очередной раз ход гонки, то поинтересовался, кто же пришёл третьим. «Бронзу» завоевал швейцарец Эдуард Хаузер, который вёл борьбу со шведом Лундбеком на протяжении всего последнего этапа и лишь в концовке совершил рывок, опередив конкурента.

## В течение года после Саппоро
По итогам зимних Олимпийских игр в Саппоро у Веденина были две золотые медали (в гонке на 30 км и в эстафете 4 по 10 км) и бронзовая медаль в гонке на 50 км. Он был награждён орденом Ленина, однако кавалерам ордена Ленина для выезда за границу необходимо было состоять в партии, в связи с чем Веденину оформили партбилет за один день без какого-либо стажа и собраний. От иностранных спортсменов Веденин за свои успехи удостоился прозвища «Русский удав». Выступлению Веденина на эстафете в Саппоро было посвящено известное стихотворение Роберта Рождественского «Репортаж о лыжной гонке» («Бесконечен этот тягун…»), написанное в феврале 1972 года во время Игр. Поэт входил в состав советской делегации на зимней Олимпиаде и сам видел, как проходила эстафета, хотя тоже ушёл с трибун, не веря до конца в возможность победы Вячеслава Петровича. В стихотворении было отражено начало четвёртого этапа, когда Веденин вёл борьбу против Лундбека и находился ещё далеко от Харвикена.
Император Хирохито, открывавший Олимпиаду в Саппоро, поздравил советских лыжников с победой в эстафете, а Веденину вручил в качестве подарка японскую деревянную маску. Что касается Люселя, то он улетел домой незадолго до эстафеты, которую смотрел по телевизору и отметил победу Веденина шампанским. На следующее утро Люсель умер: организм не выдержал воздействия алкоголя, хотя врачи предупреждали шведа о том, что ему нельзя пить. Комментировавший эстафету для норвежского радио чемпион Игр 1952 и 1956 годов Хальгейр Бренден, который находился у финишной черты в момент, когда Веденин завершал гонку, сказал, что русские в этой эстафете совершили то, что не мог совершить никто другой в мире. Участвовавший в эстафете Пол Тюлдум сказал, что Вячеслав Веденин обеспечил себе «спортивное бессмертие». Советские журналисты также называли победу Веденина «невероятной», хотя, по мнению Лидии Орловой, эту победу стоило упоминать обязательно в контексте чемпионата мира 1970 года, когда Веденин точно в такой же ситуации помог СССР вырвать «золото» в эстафете у сборной ГДР.
После игр Веденин выступил в лично-командном чемпионате СССР. 25 марта на дистанции 30 км он занял 2-е место с результатом 1:52:18,67, уступив чуть больше 2 минут 20 секунд Юрию Скобову. 29 марта он принёс победу второму составу «Динамо» в эстафете 4×10 км (завершал гонку после Юрия Воодлы, Василия Рочева и Фёдора Симашева) с результатом 2:11:41, а 31 марта победил в гонке на 50 км с результатом 2:52:51.50. В том же году он принял участие в шведском супермарафоне «Васалоппет» наряду с участвовавшим в эстафете Саппоро Воронковым, занявшим 17-е место в гонке на 50 км Иваном Гараниным и Николаем Антоненко. По словам Веденина, участники марафона начинали гонку при температуре —8 °C на зелёных лыжных мазях, а финишировали при температуре +3 °C. Вместе со шведом Ларсом-Арне Бёллингом и финном Паули Сиитоненом он оторвался от основной группы лыжников на 9 км, однако примерно на 78-м километре еле державшийся Бёллинг ушёл в отрыв, воспользовавшись имевшейся у него в инвентаре красной мазью Rex. У Веденина и Сиитонена в рюкзаках не оказалось ничего, кроме полужидкого мыла для смазки лыж. С большим трудом Веденин обошёл в концовке финна, сбросив за гонку около 6 кг, и занял итоговое 2-е место. Веденин стал лучшим среди выступавших в том году советских лыжников.

## Завершение карьеры
В 1973 году Веденин выступил в очередной раз на Кубке СССР в Бакуриани: 7 февраля в гонке на 15 км он пришёл вторым с результатом 49 минут 49,16 секунд, уступив 20,6 секунд Юрию Скобову, а 10 февраля в гонке на 50 км занял 5-е место с результатом 2:45:03.39. Через полтора месяца он выступил на лично-командном чемпионате СССР в Мурманске и 22 марта помог первому составу «Динамо» выиграть эстафету 4×10 км, который показал время 2:09:58. Веденин выходил на четвёртом этапе эстафеты после Анатолия Шмигуна, Василия Рочева и Фёдора Симашева. 25 марта он занял 7-е место в гонке на 50 км с результатом 3:03:08. В том же году он снова принял участие в марафоне «Васалоппет» вместе с рядом других лыжников — теми же Иваном Гараниным и Николаем Антоненко, ещё одним чемпионом Саппоро Фёдором Симашевым, марафонцами Юрием Чарковским и Владимиром Поповым. Лучшим из той команды стал Симашёв, занявший 10-е место.
В 1975 году на лично-командном чемпионате СССР в Мурманске Веденин занял 9-е место в гонке на 15 км, состоявшейся 20 марта, с результатом 50:06.52. 13 апреля на гонке в Кандалакше на 70 км он пришёл к финишу 4-м с результатом 4:55:19. В том же году он вместе с Фёдором Симашевым снова принял участие в «Васалоппете»: в Топ-10 этого марафона попали не только Симашев (10-е место), но и ещё один «динамовец» Александр Юрасов (4-е место). В 1976 году Веденин снова принял участие в «Васалоппете», где занял 5-е место. Выступавший в этом же марафоне Фёдор Симашев занял 6-е место, а Анатолий Шмигун — 8-е.
Карьеру спортсмена Вячеслав Веденин окончательно завершил после того, как не попал на Олимпиаду 1976 года в Инсбруке. Причиной стал неудачный эксперимент советского спортивного руководства с кровяным допингом: участвовавший в этом эксперименте Веденин проиграл отборочный чемпионат страны в гонках на 15 км и на 50 км. Всего за свою карьеру лыжника он 13 раз становился чемпионом СССР (7 раз в личном первенстве и 6 раз в эстафетах), 11 раз — призёром чемпионата СССР, дважды — обладателем Кубка СССР, трижды — призёром Кубка СССР. Он стал двукратным чемпионом и двукратным призёром зимних Олимпийских игр, а также четырёхкратным чемпионом и трёхкратным призёром чемпионатов мира.

## Стиль выступления
Учась у Леонида Григорьевича Харитонова, Веденин усвоил принципы постановки корпуса, широкого лыжного шага и смелых поворотов. Важное влияние на него оказали личные взгляды учителя, который считал, что спортсмен должен не довольствоваться текущими достижениями, а всегда стремиться к максимуму. Именно поэтому после каждой гонки Веденин вне зависимости от результата говорил о необходимости работать ещё упорнее, чтобы превзойти установленный результат. Он также славился тем, что всегда тщательно готовил перед своими выступлениями свой инвентарь.
На протяжении своей карьеры Веденин использовал классический ход — мощный толчок, скольжение и отталкивание. При своём небольшом росте (169 см) он, по мнению биатлониста Александра Тихонова, издалека был похож на двухметрового гиганта благодаря ходу. У финского лыжника Ээро Мянтюранты Веденин перенял один из приёмов — в борьбе против конкурента финн резко опирался на палку, словно пытаясь завалиться, и заставлял тем самым конкурента тормозить, выигрывая немного времени. Спортивный журналист Анатолий Коршунов в телефильме «Золотой пьедестал» описывал манеру бега Веденина в гонке на 30 км в Саппоро следующим образом:

Прекрасный бег по лыжне. Описать его трудно, ибо он состоит из восприятия цвета, ритма, вкрадчивой мягкости, ощущений неотвратимости. Я не назвал силу. Она присутствует. Огромная сила, колоссальная выносливость, твёрдость характера. Но всё это незримо, внутри. Видимой остаётся лишь лёгкость движений… И в один прекрасный момент замечаешь, что это уже не бег, а полёт…

## После карьеры
После завершения карьеры спортсмена Веденин 12 лет проработал тренером женской команды «Динамо», причём после распада СССР он получил от председателя ЦС «Динамо» Богданова пачку «анонимок» со своим упоминанием. Посещал некоторые зарубежные турниры: не имея пропуска от спорткомитета, он отправился на чемпионат мира 1978 года в Финляндию, и его беспрепятственно пропустил к трассе полицейский, узнавший олимпийского чемпиона. В 1989—1991 годах Веденин был тренером сборной Болгарии, но после того, как у национальной федерации кончились деньги, вернулся домой. Затем он 12 лет проработал в налоговой полиции, после чего вышел на пенсию. В 1989—2003 годах он работал инструктором по спорту в институте физики Земли РАН и тренером-преподавателем по лыжным гонкам в СДЮСШОР № 81 «Бабушкино». Входил в редакционный совет журнала «Лыжный спорт», основанного в 1996 году под названием «Лыжные гонки» и переименованного в 1998 году.
В 1998 году Веденин не смог прилететь на Олимпиаду в Нагано, несмотря на то, что его готовились пригласить в качестве почётного гостя. Однако в 2007 году он посетил в качестве почётного гостя чемпионат мира по лыжным гонкам, проходивший именно в Саппоро. В январе 2001 года Веденин одержал победу в спринтерской гонке ветеранов лыжного спорта, организованной корреспондентом НТВ Андреем Кондрашовым. Летом предыдущего года Вячеслав Петрович сломал ногу, а из-за затянувшегося восстановления вынужден был бежать в коньковых ботинках. В октябре 2013 года он участвовал в эстафете олимпийского огня Игр в Сочи, пробежав два этапа в Москве за 2 минуты 39 секунд. В 2016 году в его честь в Белоусовском парке Тулы был посажен именной кедр.
Веденин проживал в своей родной деревне Слобода, участвуя в организации турниров и покупая призы за свои деньги. Усилиями Веденина к посёлку были проведены дорога и газоснабжение. Сам чемпион жил в доме, выстроенном на участке недалеко от родительского. Несмотря на почтенный возраст и болезни, зимой он продолжал кататься на лыжах. В 2013 году он утверждал, что год тому назад перенёс инсульт, после которого у него перестала разгибаться правая рука и грозил риск ампутации: подвижность руке вернул специалист по мануальной терапии из Тульской области.
Вячеслав Петрович Веденин скончался 22 октября 2021 года в возрасте 80 лет после продолжительной болезни. По словам президента Федерации лыжных гонок России Елены Вяльбе, Веденин находился на лечении в московской больнице «Коммунарка», где перенёс две операции. Прощание состоялось 25 октября на Троекуровском кладбище в Москве в присутствии родных и близких. Согласно завещанию, он был похоронен у себя на родине в деревне Слобода Дубенского района Тульской области.

## Личная жизнь
Был женат дважды, первая супруга два года не давала развод, и он добился его через суд с четвёртой попытки. По словам Вячеслава Петровича, супруга выбросила из дома все его кубки, вазы, дневники и даже коллекцию охотничьих ножей. Вторая супруга — Лариса, также лыжница, по состоянию на 2013 год вела лыжную секцию и выступала на ветеранских турнирах. В некоторых анонимках, направленных в ЦС «Динамо», утверждалось, что Веденин спал с некоторыми спортсменками.
Воспитал троих сыновей, двое из них родились в браке с Ларисой. Один из них — Вячеслав Веденин-младший (род. 1986), пошёл по стопам отца, став мастером спорта по лыжному спорту и спортивным судьёй всероссийской категории. В качестве судьи по лыжным гонкам он принёс олимпийскую клятву судей на зимних Олимпийских играх 2014 года в Сочи. Позже он возглавил Федерацию лыжных гонок города Москвы. Другой сын, Андрей (род. 1984) — чемпион России по биатлону, мастер спорта по биатлону и лыжам, полковник полиции.
Внучка Мария в 2019 году в возрасте 4 лет стала самой юной участницей соревнований «Лыжня Веденина».

## Достижения

### Международные
- Двукратный олимпийский чемпион (1972) — 30 км[55], эстафета 4×10 км[65]
- Серебряный призёр Олимпийских игр (1968) — 50 км[31]
- Бронзовый призёр Олимпийских игр (1972) — 50 км[61]
- Двукратный чемпион мира[d] (1970) — 30 км[42], эстафета 4×10 км[44]
- Серебряный призёр чемпионата мира[d] (1970) — 50 км[45]

### Национальные
- 13-кратный чемпион СССР[1][8][69]:
  - 15 км (1969)[35]
  - 50 км (1967[23], 1968[34], 1969[38], 1972[66])
  - 70 км (1969[39], 1970[49])
  - эстафета 4×10 км (1966[15], 1968[34], 1969[38], 1970[91], 1972[67], 1973[72])
- 11-кратный призёр чемпионатов СССР[69]
- 2-кратный обладатель Кубка СССР[69]
  - 15 км (1970)[40]
  - 50 км (1972)[54]
- 3-кратный призёр Кубка СССР[69]

## Награды и звания
- Заслуженный мастер спорта СССР[90] (1970)[69]
- Орден Александра Невского (16 августа 2021) — за большой вклад в развитие физической культуры и спорта, многолетнюю добросовестную работу[92].
- Орден Ленина (1972)[69]
- Орден Трудового Красного Знамени (1970)[4][69]
- Медаль «За трудовое отличие» (1968)[69]
- Почётный гражданин Тульской области (27 августа 2008) — за выдающиеся заслуги перед Российской Федерацией и Тульской областью, высокий личный авторитет, многолетний добросовестный труд, большой личный вклад в социально-экономическое развитие Тульской области[8].
- Почётный гражданин Дубенского района[8]
- Почётный гражданин города Кандалакша[90]
- Отличник пограничной службы[8]

## Память
С 1989 года в посёлке Дубна Тульской области ежегодно проводится массовая лыжная гонка имени Вячеслава Петровича Веденина, известная под названием «Лыжня Веденина». В том же посёлке на центральной площади был установлен памятный знак в честь Веденина.
Также в 1989 году в Свердловской области по инициативе будущего депутата областного законодательного собрания Альберта Абзалова также были учреждены ежегодные лыжные соревнования имени Вячеслава Веденина. С 2022 года они посвящены памяти спортсмена и проводятся на призы благотворительного фонда «Малая родина», президентом которого является Абзалов.

## Комментарии
1. ↑  Ряд источников сообщал, что Веденину было присвоено звание полковника[9][5][1].
2. ↑  По другим данным, приводимым Лидией Орловой, на совместные тренировки со шведами Веденин был направлен в декабре 1966 года[2].
3. ↑  Лидия Орлова по ошибке назвала его Фёдором Скобовым[2]: в гонке также участвовал лыжник Фёдор Симашев, который стартовал под 18-м порядковым номером[55].
4. 1 2 3  С учётом того, что соревнования Олимпийских игр в некоторые годы приравнивались рядом организаций к чемпионатам мира[89], Веденин иногда называется четырёхкратным чемпионом мира[1][69][8][90] и трёхкратным призёром чемпионатов мира[69].